# 梅花村街道
梅花村街道是中國广东省广州市越秀区下辖的一个街道，位于越秀区东部。以辖区内的梅花村得名。辖区总面积1.73平方公里，下辖15个社区，常住人口7.53万人。

## 范围
梅花村街位于原有的东山区的东部，东起广州大道，邻接天河区；西至达道路和福今路，与东湖街和农林街相连；南边一直延伸到东兴南路和寺右村边，再过去便到东湖街；北边达到东风东路，与黄花岗街相邻。

## 行政区划
梅花村街道下辖以下地区：
福今社区、梅花村社区、水均社区、共和西社区、西元岗社区、共和社区、共和东社区、共和苑社区、中山一社区、东兴南社区、东兴中社区、梅东社区、东风二社区、环市东社区和杨箕社区

## 政沿革

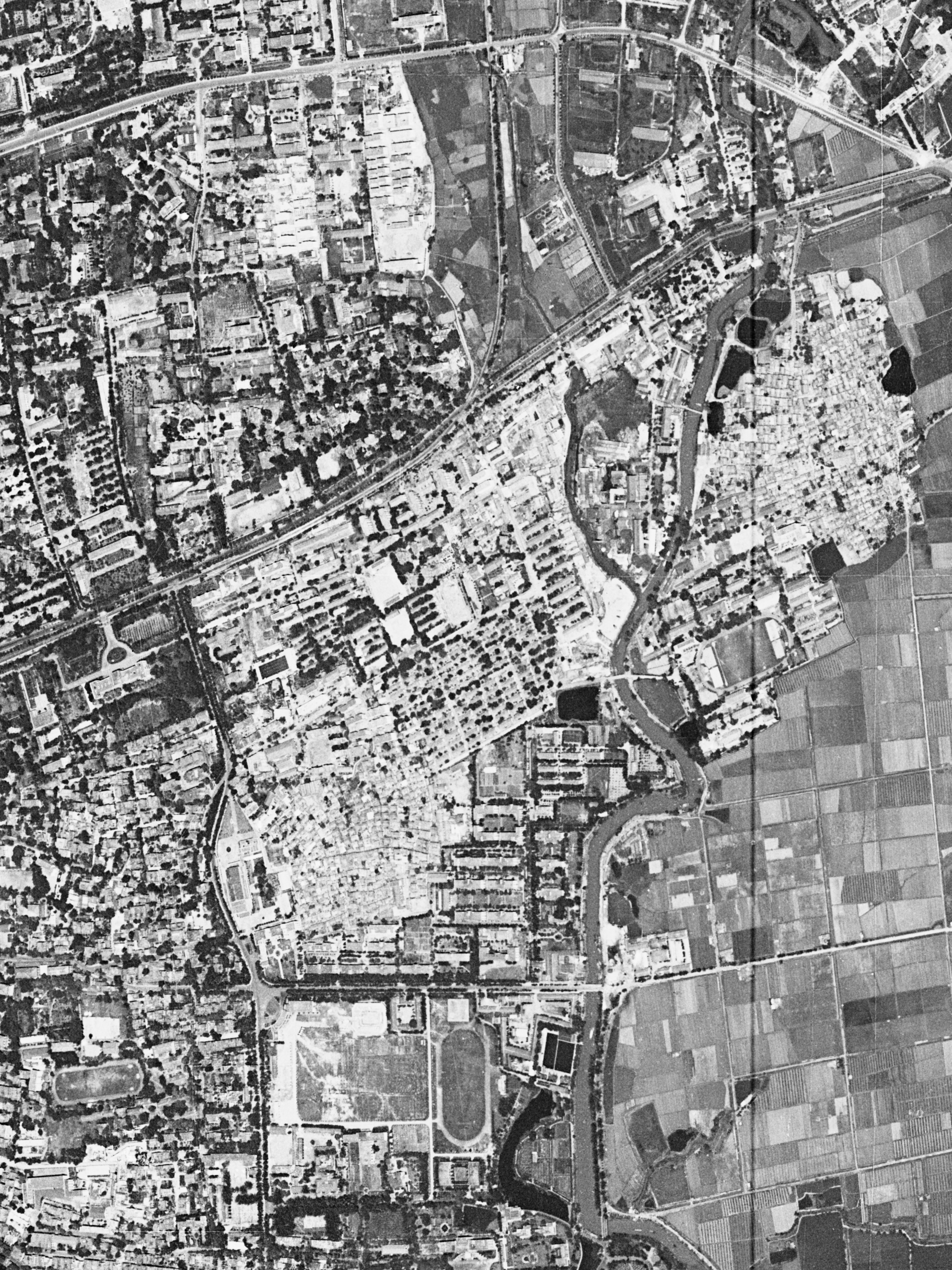
梅花村、共和村（左上）和杨箕村（右）卫星图（1966年）

在明清两代，梅花村地段属于番禺县的鹿步巡检司管辖的范围。清朝光绪三十一年（公元1905年），巡警总局改组，该地区改属新城区，宣统二年（1910年），又变成属于警察四区的辖区。1921年，广州市政厅成立，梅花村街所在的地域归东山区公所管理。1949年后，现在的梅花村街道所有区域曾经分属农林街、东湖街和黄花岗街管辖，杨箕村一带则是归原广州市郊区管辖。1986年1月梅花村街道办事处正式成立。
直到20世纪50年代，梅花村街道地域都属于城郊的农村。1953年衡阳铁路局南迁广州，在原共和墟一带通过“自建公助”的方式新建职工家属区。
因广州市行政区划调整，2005年8月1日，“广州市天河区天河南街道杨箕社区居民委员会”更名为“广州市东山区梅花村街道杨箕社区居民委员会”。

## 梅花村

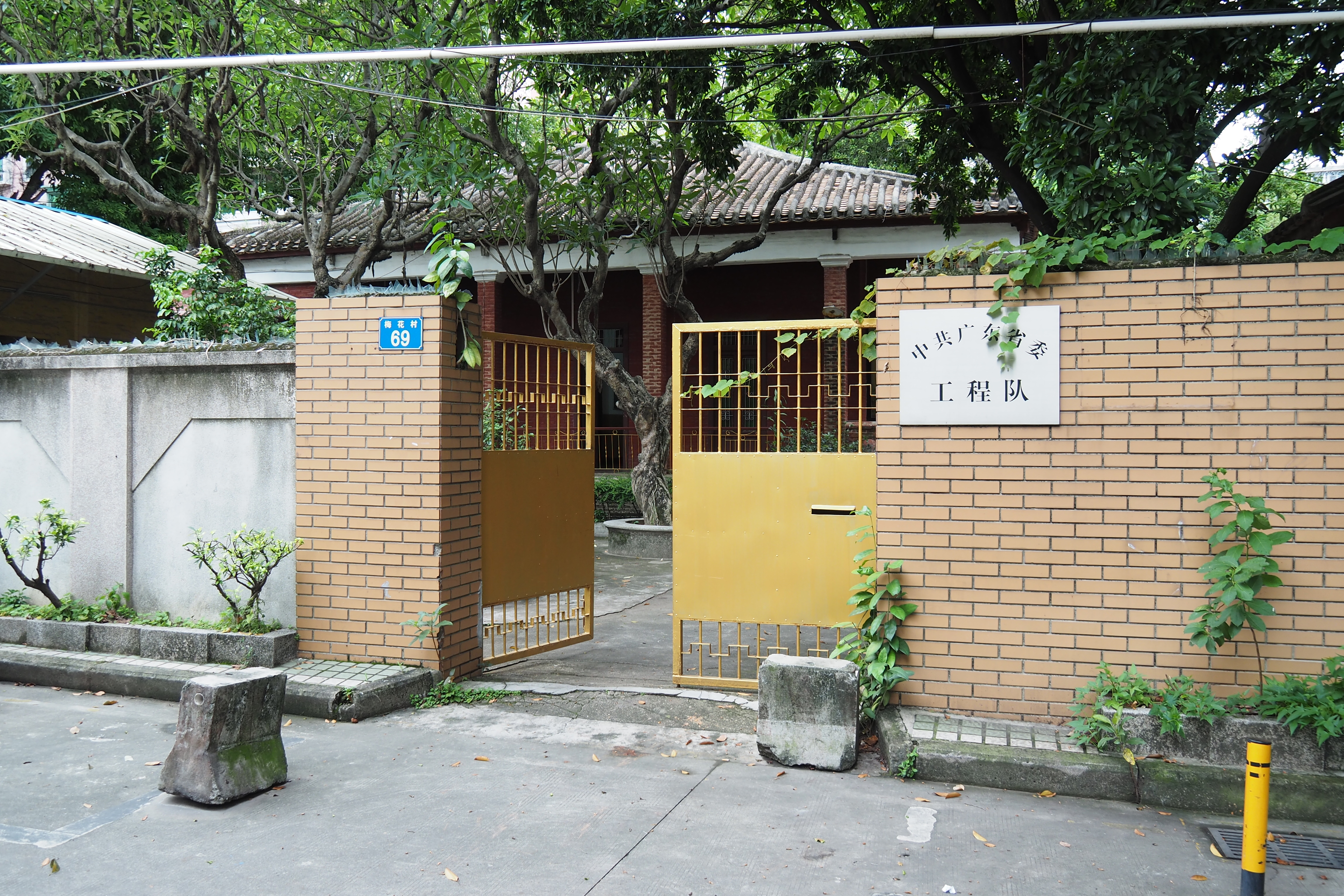
原天主教安老院，現為省委工程隊駐地，被列入廣州市歷史建築名單

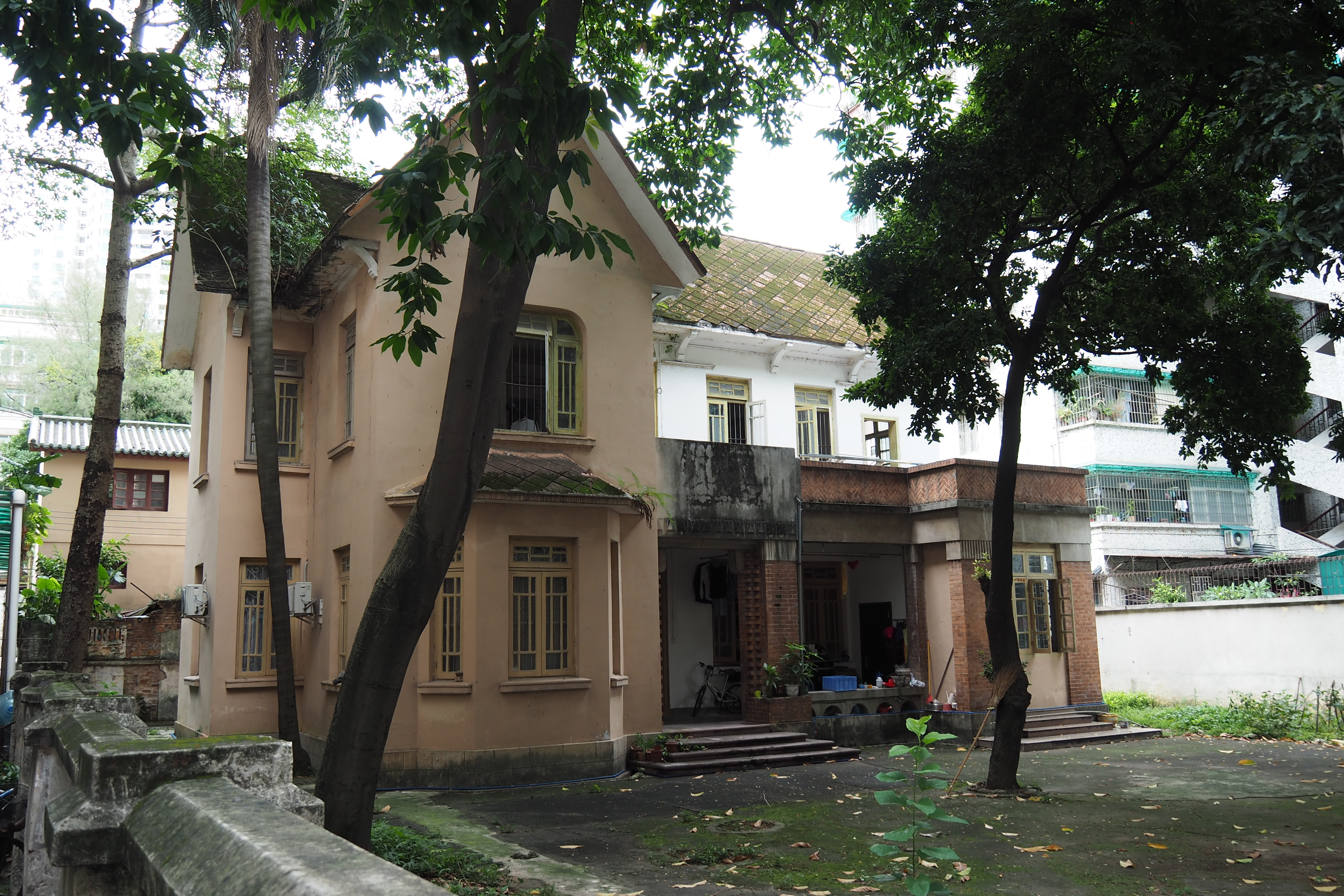
模範住宅區時代建設的別墅之一，現門牌梅花村29號，廣州市歷史建築之一

梅花村前身為福音村，由基督教徒何禮匡、馮活泉率先開發，其南北向道路命名為「福音路」（今為福今路），後來兩人早逝，國民政府收回建設模範村。
改造由留美市長林雲陔主持，以英國田園都市新式住宅區為榜樣，為當時竹絲崗，馬棚崗等地域住宅區規劃一部分，住宅設計由當時特別市改工程專員室袁夢鴻，陳啟元，羅明橘等大師設計。福音村初始改造後，定名安老院南模範住宅區，即之後的模範村、梅花村。
陳濟棠、陳維周、林翼中、餘漢謀、孫科、林雲陔、李揚敬、 繆培南、香翰屏、林逸民、李漢魂、鄧龍光、陳玉琨、周寶衡、陳慶雲、杜益謙、黃光銳、張達、周景臻、李務滋等20多位國民政府軍政要員曾陸續在此興建西洋式樓房住宅。
1928年，时任广东省省长陈济棠在梅花村一带建筑官邸，公館占地達5 610平方米，有樓房4幢，建築面積約2 000平方米，院內有大片草地，設置假山、六角亭等，環境幽靜別致。陈济棠同时修筑了一条马路，还在路旁栽植梅树。1932年，公馆建成。每逢冬季，梅花迎寒盛开，于是被人称为梅花村。另一种说法是国民党主政大陆时期，不少达官贵人，包括陈济棠、陈维周、孙科于梅花村建私宅。由于当时国民党高级军官的大礼服上以梅花和金辫区分级别，因此被戏称为梅花村。
1949年7月至9月，蒋介石曾在陈济棠的官邸召开一连串国民党中常会，并和李宗仁会见。1949年10月1日，中华人民共和国成立之日，蒋介石就住在梅花村。陈济棠官邸位于中山一路中段北侧梅花村内，现在仍然保留着，为四层近代花园式楼房，占地面积达到5610平方米。1993年8月，陈济棠官邸被列为广州市文物保护单位。
2009年，梅花村街道决定斥资4000万修整街容，种植一百余棵梅花树，以及充分利用附近的广东省气象局的资源，在福今路建设一条气象科普街。

## 戴缙夫妇墓
街道内的象栏岗有明代成化年间南京工部尚书戴缙夫妇合葬墓。该墓于1957年（一说1956年）被发现，是分室合葬墓，出土文物六十件。